# René Gagnon (peintre)
Pour les articles homonymes, voir René Gagnon et Gagnon.

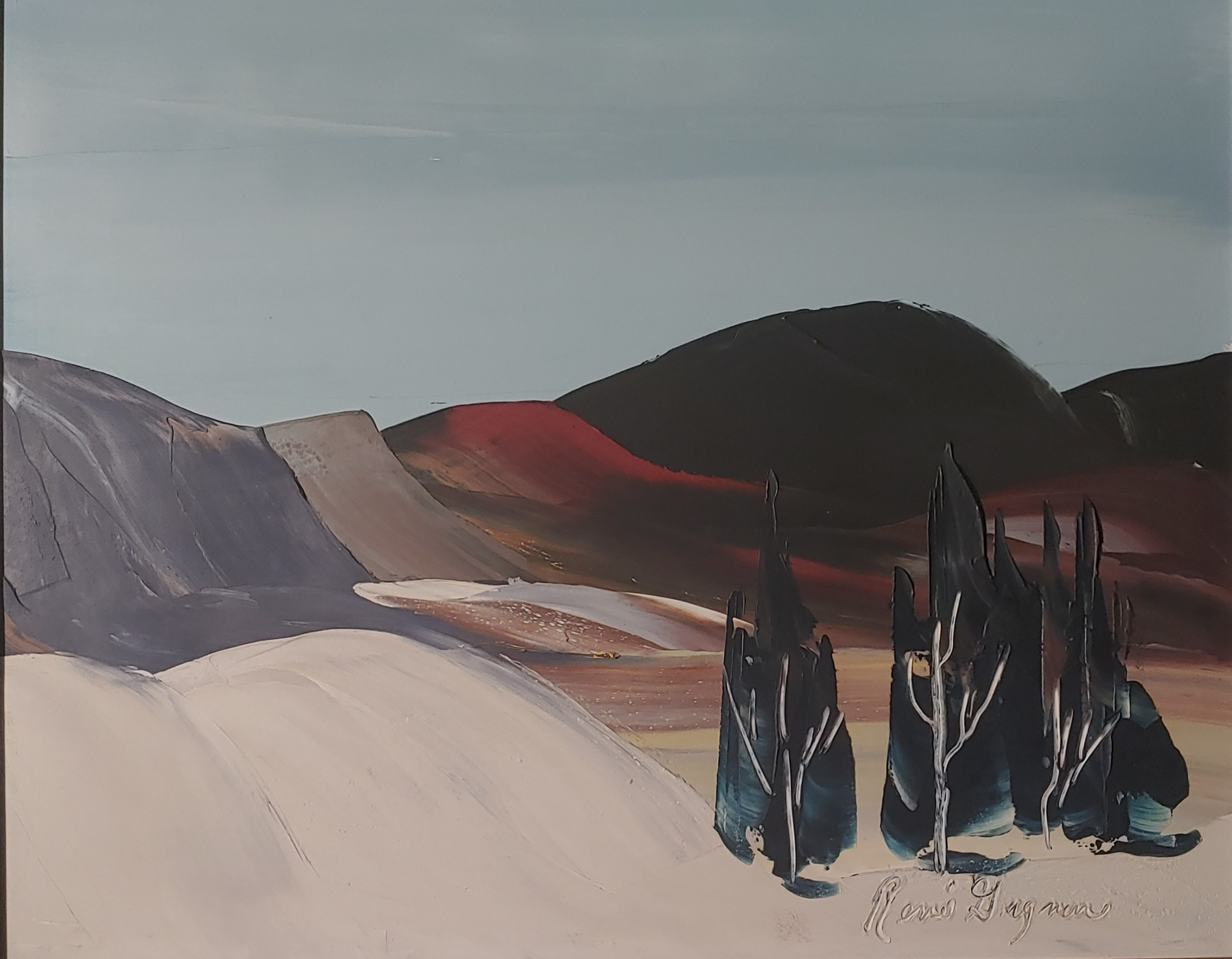
Peinture de René Gagnon

René Gagnon, né le 27 février 1928 à Cap-Sainte-Anne (aujourd'hui Chicoutimi Nord) et mort le 22 janvier 2022 à l'Anse-de-Roche au Saguenay–Lac-Saint-Jean, est un peintre canadien international et paysagiste de la nature laurentienne, boréale et nordique. Il est aussi vitrailliste et travaille sur les verres anciens.

## Biographie

### Formation
René Gagnon est autodidacte. Fils de cultivateur, il commence à peindre alors qu'il a seize ans. Son oncle était négociant d'art et recevait des peintres de l’époque. C’est ainsi qu’il a la chance de côtoyer et recevoir, au passage, quelques conseils de Marc-Aurèle Fortin, Stanley Cosgrove, René Richard, Goodridge Roberts, Lorne Bouchard et Léo Ayotte.

### Carrière
C'est en 1959, à Arvida, qu'il expose pour la première fois. Dans les années 1960, sous la tutelle de la comtesse Fasano, il se retrouve à New-York mais n'y reste pas. Il expose à la galerie Klinkoff Montréal puis en 1967, il fonde la Galerie des peintres canadiens à la Place des Arts à Montréal. 
En 1974, c'est le producteur Gilles Talbot de Kébec Disque qui lui présente le journaliste Jacques Ourévitch. Celui-ci lui ouvre les portes de la Galerie Bernheim à Paris. Il expose dans la Ville Lumière en 1974, 1977 et 1984. 
En 1995 il fait une tournée d'expositions en Asie : Hong Kong, Taïpei, Manille et Kuala Lumpur. C’est à ce moment que Toh Puan Mahani Idris Daim, épouse du ministre des Finances, Ton Daim Zainuddin l'invite à peindre la jungle et la flore luxuriante de son pays. Il accepte de relever le défi et s’installe en 1996 pour trois mois dans le plus grand Parc national de la Malaisie, Taman Negara. Les toiles sont vendues dans une exposition à Kuala Lumpur par le biais de la Fondation Yayasan Seni Berdaftar qui soutient les jeunes artistes malaisiens. 
En 2004, c'est au Maroc qu'il expose à l'occasion des festivités du 36e anniversaire de l'intronisation du roi Hassan II. Le Président du groupe Afriquia l'invite à peindre le désert d'Ouarzazate et les paysages du Maroc. La même année, le musée La Pulperie de Chicoutimi organise une importante rétrospective intitulée "L’Art du paysage selon René Gagnon", 60 ans de carrière. 
De 2007 à 2011, il connaît des problèmes de santé, dus à une contamination du sang au plomb.
En 2012, sa biographie "De rêve et de paysages"’ écrite par Christine Gilliet, est publiée. Le lancement aura lieu en juin 2014 à son musée personnel de l’Anse de Roche. La biographie sera éditée dans un boîtier édition limitée numérotée avec 100 tableaux originaux. 
En 2014, il revient exposer à Montréal et s'installe au Petit Musée René Gagnon dans le Vieux Montréal. Il expose des œuvres récentes dans la Métropole pour la première fois depuis trente ans.
L’œuvre de René Gagnon est importante. Il est toujours actif à 88 ans et travaille dans son atelier à l'Anse de Roche, donnant sur le Fjord du Saguenay. On le surnomme le "Peintre du nord et du Saguenay". 
Un de ses tableaux se trouve à la Maison-Blanche à Washington.

## Honneurs
- Médaille de l'Assemblée nationale du Québec
- Certificat d’excellence de la municipalité de Sacré-Cœur en reconnaissance de l’apport architectural, artistique et culturel dans la communauté.

## Collections publiques
- Musée d'art contemporain de Montréal
- Musée des beaux-arts de la Nouvelle-Écosse, St. Rose du Nord, peinture[6]
- Musée régional du Saguenay−Lac-Saint-Jean, La Pulperie de Chicoutimi
- Musée des beaux-arts de Sherbrooke, Côte Nord, peinture
- Musée des Deux-Rives (MUSO), Au lac Félix II, peinture.

## Expositions internationales

### Aux États-Unis
- Art Collections Place (1967)

- The Hilton Gallery (1968)

### En France
- Galerie Bernheim-Jeune, Paris (1977 et 1984)
- Galerie Pythéas, Marseille (1984)
- Club Pernod, Bordeaux (1984)
- Galerie Actuel Art, Saint-Malo (1984)
- Rétrospective de René Gagnon, Services culturels de la Délégation du Québec, Paris (1989)
- L'Arche, Charmant (1989)
- Quai d'Orsay, Paris (1990)
- Galerie Étienne de Causans, Paris (1994)

### En Asie
- Regent Gallery, Taipei, Taiwan (1995)
- Regent KL Gallery, Kuala Lumpur, Malaisie (1995)
- Michalski Gallery of Fine Arts, Manille, Philippines (1995)
- Lai Kunai Fine Art Gallery, Hong Kong (1995)
- Taman Negara, Malaisie (1995)
- Kuala Lumpur, Malaisie (1996)
- Festival Canadien, Taipei, Taiwan (1996)

### Au Maroc
- Célébration de la Fête du Trône, Settat (1997)

### Revue
- Vie des arts, 1971

### Documentaires
- Le Maroc de René Gagnon, Claude Bérubé, 2007
- Du Saguenay à Taman Negara, Lison Hovington (production) et Claude Bérubé (réalisation), 1998
- Le Peintre du Nord, Télé-Québec, 1991